# Galactia brachystachys
Galactia brachystachys är en ärtväxtart som beskrevs av George Bentham. Galactia brachystachys ingår i släktet Galactia och familjen ärtväxter. Inga underarter finns listade i Catalogue of Life.